# Aristolochia glaberrima
Aristolochia glaberrima là một loài thực vật có hoa trong họ Aristolochiaceae. Loài này được Hassl. mô tả khoa học đầu tiên năm 1912.